# 濾胞傍細胞
濾胞傍細胞（ろほうぼうさいぼう、英: parafollicular cell）は、哺乳類の甲状腺の濾胞や濾胞細胞の間に存在する細胞。傍濾胞細胞あるいはC細胞(calcitonin cellsの略)とも呼ばれる。

## 発生
発生学的には神経堤由来の第5鰓嚢が鰓後体となり、これが甲状腺に取り込まれて濾胞傍細胞になると考えられている。哺乳類以外の脊椎動物では、鰓後体が甲状腺に取り込まれず、独立して存在している。

## 構造
濾胞細胞よりも大きく、弱染色性である。濾胞上皮上に濾胞細胞と並んでいるが、濾胞細胞にさえぎられて濾胞内のコロイドに面することはない。以前は濾胞と濾胞の間（間質）にも存在すると考えられていたが、電子顕微鏡での観察の結果、すべての濾胞傍細胞は濾胞上皮内に存在することがわかっている。通常は単独で存在するが、群をなすこともあり、イヌでは群をなすものが多い。

## 機能
骨吸収を抑制し、カルシウムの血中濃度を低下させるホルモンであるカルシトニンを分泌する。カルシトニンは種によってアミノ酸配列に違いがあり、効果も異なる。ヒトでは甲状腺を全摘した後も血清カルシウム濃度は正常範囲内に保たれ、カルシトニンはそれほど重要な役割を果たしていないことが示唆される。一方サケのカルシトニンはヒトの約10倍のカルシウム濃度低下作用があり、骨パジェット病や骨粗鬆症の治療に使われている。他に合成ウナギカルシトニン（エルカトニン）も開発・臨床応用されている。